# Lucio Cecilio Metelo Diademato
Lucio Cecilio Metelo Diademato  fue un político de la República romana.
Diademato era el segundo hijo de Quinto Cecilio Metelo Macedónico. Recibió su segundo cognomen debido a que usó, durante largo tiempo, un vendaje alrededor de la frente como consecuencia de una herida ulcerada. Diademato se unió al grupo de opositores de Cayo Sempronio Graco.

## Carrera política
En 117 a. C. fue elegido cónsul junto a Quinto Mucio Escévola Augur. Durante su consulado se dedicó a promover obras de desarrollo por Italia, proyectando la via Caecilia. Un año después fue procónsul en la Galia Cisalpina. Eutropio le atribuye erróneamente el triunfo de Lucio Cecilio Metelo Dalmático.
Censor en 115 a. C. con Cneo Domicio Enobarbo, en unión de su colega expulsó a treinta y dos miembros del Senado entre los cuales se encontrada Cayo Licinio Geta (más tarde él mismo censor).
Se opuso a las reformas de Lucio Apuleyo Saturnino y, cuando este intentó oponerse al Senado por medio de la fuerza, Diademato se unió a los senadores que fueron a arrestarle.
En 99 a. C. intentó, junto a Cayo Cecilio Metelo Caprario, traer del destierro a su primo, Quinto Cecilio Metelo Numídico, desterrado por no jurar defender una ley de Saturnino. Al final, consiguieron traerle de vuelta.